# Нурлаты (Зеленодольский район)
Нурла́ты (тат. Норлат) — село в Зеленодольском районе Республики Татарстан. Административный центр муниципального образования Нурлатское сельское поселение. Окрестности села были обитаемы в эпоху бронзового века. Относилось к селениям Казанского ханства. Население в 1910 году достигало 3749 жителей, на 2017 год оно составляло 2938 человек.

## География
Географическое положение
Находится в лесостепной зоне, в Предволжье, на реке Булатка. Располагается в 33 км к юго-западу от районного центра — города Зеленодольска. Высота над уровнем моря — 80 м.
Климат
Согласно Классификации климатов Кёппена, климат села классифицируется как Dfb — влажный континентальный климат с тёплым летом. Температура здесь в среднем 5,0 °C. Среднегодовая норма осадков — 634 мм.
| Показатель              | Янв.  | Фев.  | Март | Апр. | Май  | Июнь | Июль | Авг. | Сен. | Окт. | Нояб. | Дек. | Год   |
| ----------------------- | ----- | ----- | ---- | ---- | ---- | ---- | ---- | ---- | ---- | ---- | ----- | ---- | ----- |
| Средняя температура, °C | −10,8 | −10,4 | −4,4 | 5,0  | 13,0 | 17,6 | 19,6 | 17,0 | 11,4 | 4,2  | −3,7  | −8,8 | 4,1   |
| Норма осадков, мм       | 31,2  | 23,8  | 23,1 | 28,5 | 35,6 | 58,4 | 64,7 | 48,8 | 49,2 | 44,6 | 36,7  | 32,4 | 477,0 |
| Источник:               |       |       |      |      |      |      |      |      |      |      |       |      |       |

## История
Окрестности села были обитаемы в эпоху бронзового века, о чём свидетельствует археологический памятник — Нурлатское местонахождение I. Относилось к селениям Казанского ханства, являлось владением казанского хана Мухаммад-Амина. В писцовой книге Свияжского уезда 1565—1568 годов, есть указание на порозжую (то есть пустую) землю в татарской и чувашской деревне Нурдулатове, что была «царевская Магмед Аминовская».
Во второй половине XVI века в деревне жили татары и чуваши. Бывшие русские пленники переселились из деревни после 1567 года. В XVIII — первой половине XIX века жители принадлежали к сословию государственных крестьян, происходивших из служилых татар. Порядка 10 % из них были крещёными. Согласно данным земского обследования 1906 года, деревня была трёхобщинной. Помимо традиционных повсеместных земледелия (сельская община владела 3573 десятинами земли в начале XX века) и скотоводства, обычными занятиями жителей также были изготовление вагонных и прочих брусьев. Жители также несли лашманскую повинность.
Деревня была одним из центров движения татар-новокрещен за возвращение в ислам в период Великих реформ. В 1807 году была сооружена новая мечеть в первом приходе. В 1909 году — во втором приходе, возникшем не позднее 1874 года. В 1908—1910 и 1909—1911 годах были построены мечети третьего и четвёртого приходов. Все мечети были разрушены в 1930-е годы. В начале XX века здесь также действовали два мектеба. По данным 1909 года, в них обучались 130 девочек, 180 мальчиков.
В «Списке населенных мест по сведениям 1859 года», изданном в 1866 году, населённый пункт упомянут как казённая деревня Нурлаты 2-го стана Свияжского уезда Казанской губернии. Располагалась при речках Чепкасе и Кашле, по просёлочному тракту из Свияжска в Чебоксары, в 29 верстах от уездного города Свияжска и в 6 верстах от становой квартиры в казённой и владельческой деревне Утяшки. В деревне, в 321 дворе жили 1954 человека (977 мужчин и 977 женщин), была мечеть. В конце XIX века отмечалось наличие двух красилен. В начале XX века — трёх ветряных мельниц, трёх кузниц, двух крупообдирок и двенадцати мелочных лавок.
В 1918 году была открыта начальная школа, в 1927 году реорганизованная в семилетнюю школу крестьянской молодежи, а в 1936 году — в среднюю. В 1930 году здесь был образован колхоз «Кызыл партизан». В 1959 году село стало центральной усадьбой укрупнённого колхоза «Искра», в который также вошли соседние населённые пункты. С 1967 года здесь действовал плодопитомнический совхоз «Нурлатский», с 1994 года — коллективное предприятие «Нурлатский», а с 2002 года — ООО «Нур-1». В 1928 году на территории села была сооружена электростанция, в 1930-е годы — Нурлатский плодопитомник и моторно-тракторная станция, в 1957—2007 годах действовала Зеленодольская межхозяйственная строительная организация.
До 1920 года село было в Косяковской волости, входившей в Свияжский уезд Казанской губернии. С 1920 года вошло в состав образованного Свияжского кантона Татарской АССР (в 1924 году — волостной центр). С 14 февраля 1927 года, в связи с упразднением кантонного деления в республике, — центр вновь образованного Нурлат-Ачасырского, а с 1 августа 1927 года — Нурлатского района. В это время применялось название Северные Нурлаты. 1 февраля 1963 года, в результате реформы административно-территориального деления, было включено в Зеленодольский район.

## Население
| 1782  | 1859  | 1870  | 1883  | 1897  | 1908  | 1910  |
| ----- | ----- | ----- | ----- | ----- | ----- | ----- |
| 342   | ↗1954 | ↘1908 | ↗2275 | ↗2898 | ↗3407 | ↗3749 |
| 1920  | 1926  | 1938  | 1949  | 1958  | 1970  | 1979  |
| ↘3360 | ↘2413 | ↗3595 | ↘2115 | ↗2667 | ↗2863 | ↘2828 |
| 1989  | 2002  | 2010  | 2017  |       |       |       |
| ↘2571 | ↗2805 | ↘2693 | ↗2938 |       |       |       |

В 1782 году при подсчёте учитывались только мужчины.
Национальный состав
В селе живут, преимущественно, татары. Так, согласно результатам переписи 2002 года, в национальной структуре населения села татары составляли 93 % из 2805 человек. На рубеже XIX—XX веков, в деревне помимо татар-мусульман, также жили крещёные татары.

## Экономика и инфраструктура
На территории села действуют:
- с 2007 года — сельскохозяйственное предприятие — зеленодольский филиал АО «Красный Восток Агро»
- с 2013 года — ферма по разведению маралов Свияжского охотничьего хозяйства.

Транспорт
Через село проходят автомобильные дороги общего пользования регионального значения:
- Урмары — Нурлаты — Большое Ходяшево (на Казань)
- Тюрлема — Нурлаты — Бурундуки
- Нурлаты — Акзигитово
- Нурлаты — Городище
- Нурлаты — Булатово

В 3 км к востоку от села находится железнодорожная станция Албаба. Через село проходит автобусный маршрут «Нурлаты — остров Свияжск — Нижние Вязовые».
Образование и здравоохранение
С 1918 года действует средняя школа, с 1954 — детский сад, с 1942 — детский дом, с 1930-х — участковая больница. Имеются аптека, ветеринарная лечебница.
Прочие объекты
Имеются две универсальные спортивные площадки, почтовое отделение. В селе 25 улиц. Общая площадь вместе со смежной деревней Булатово — 421,4 га. Село газифицировано и электрифицировано. Водоснабжение осуществляется из подземных источников при помощи артезианских скважин и водонапорных башен. Протяжённость сетей водопровода составляет 18,2 км. Отопление индивидуальной и общественной застройки осуществляется от локальных источников теплоснабжения, работающих на газе.

## Культура и религия
Культура
На юго-восточной окраине села имеются три надгробия, датированные периодом Казанского ханства, являющиеся объектом культурного наследия федерального значения.
В селе восемь творческих коллективов: народный театральный коллектив «Нур», два театральных коллектива, три танцевальных коллектива, два вокальных коллектива.
С 1924 года действует сельская библиотека, с 1961 года — сельский дом культуры, с 1997 года — Музей родного края.
Религия
В селе находятся местные мусульманские религиозные организации — приходы мечетей «Хамзя» и «Муслима» Духовного управления мусульман Республики Татарстан, построенных в 1991—1995 и 2007 годах, соответственно.

## Известные уроженцы
В селе родились:
- Л. К. Аминов (р. 1937) — член-корреспондент Академии наук Республики Татарстан, профессор, доктор физико-математических наук
- Виль Ганиев (1934—2005) — поэт, переводчик, литературовед, Заслуженный работник культуры Российской Федерации
- М. Ш. Лапина (р. 1941) — автор районированных сортов люцерны, агроном-селекционер Татарского НИИ сельского хозяйства
- Р. К. Мингалиев (р. 1940) — заслуженный машиностроитель России, председатель правления (в 2014—2018 гг.) акционерного общества «Завод Элекон», кандидат технических наук
- Ф. Ф. Насибуллин (р. 1978) — актёр Татарского театра юного зрителя им. Г. Кариева, заслуженный артист Республики Татарстан
- И. Б. Хайбуллин (1937—2007) — физико-химик, член-корреспондент Российской Академии наук, академик Академии наук Республики Татарстан, заслуженный деятель науки Республики Татарстан, заслуженный изобретатель ТАССР, лауреат Государственных премий СССР, Республики Татарстан, доктор физико-математических наук
- И. Н. Хакимзянов (р. 1960) — кандидат технических наук, лауреат Государственной премии РТ в области науки и техники
- Р. А. Юсупов (р. 1948) — профессор, доктор химических наук.